# Даміан Бобаділья
Даміан Бобаділья (ісп. Damián Bobadilla; нар. 11 липня 2001, Асунсьйон) — парагвайський футболіст, півзахисник бразильського «Сан-Паулу» і національної збірної Парагваю.

## Клубна кар'єра
Народився 11 липня 2001 року в Асунсьйоні. Вихованець футбольної школи клубу «Серро Портеньйо». Дорослу футбольну кар'єру розпочав 2021 року в основній команді того ж клубу, в якій провів три сезони, взявши участь у 55 матчах чемпіонату. 2021 року ставав чемпіоном Парагваю. 
2024 року перейшов до бразильського «Сан-Паулу».

## Виступи за збірну
2024 року дебютував в офіційних матчах у складі національної збірної Парагваю.
У складі збірної був учасником розіграшу Кубка Америки 2024 року у США.

## Статистика виступів

### Статистика клубних виступів
Станом на 15 жовтня 2023
| Сезон             | Команда           | Чемпіонат         | Чемпіонат | Чемпіонат | Національний кубок | Національний кубок | Національний кубок | Континентальні кубки | Континентальні кубки | Континентальні кубки | Інші змагання | Інші змагання | Інші змагання | Усього | Усього |
| Сезон             | Команда           | Ліга              | Ігор      | Голів     | Ліга               | Ігор               | Голів              | Ліга                 | Ігор                 | Голів                | Ліга          | Ігор          | Голів         | Ігор   | Голів  |
| ----------------- | ----------------- | ----------------- | --------- | --------- | ------------------ | ------------------ | ------------------ | -------------------- | -------------------- | -------------------- | ------------- | ------------- | ------------- | ------ | ------ |
| 2021              | «Серро Портеньйо» | ПД                | 2         | 0         | КП                 | 0                  | 0                  | КЛ                   | 2                    | 0                    | СКП           | 0             | 0             | 4      | 0      |
| 2022              | «Серро Портеньйо» | ПД                | 15        | 1         | КП                 | 0                  | 0                  | КЛ                   | 2                    | 0                    | -             | -             | -             | 17     | 1      |
| 2023              | «Серро Портеньйо» | ПД                | 31        | 6         | КП                 | 1                  | 1                  | КЛ                   | 10                   | 2                    | -             | -             | -             | 42     | 9      |
| Усього за кар'єру | Усього за кар'єру | Усього за кар'єру | 48        | 7         |                    | 1                  | 1                  |                      | 14                   | 2                    |               | 0             | 0             | 63     | 10     |

## Титули і досягнення
- Чемпіон Парагваю (1):

«Серро Портеньйо»: Клаусура 2021
- Володар Суперкубка Бразилії (1):

«Сан-Паулу»: 2024